# スキェルニェヴィツェ県

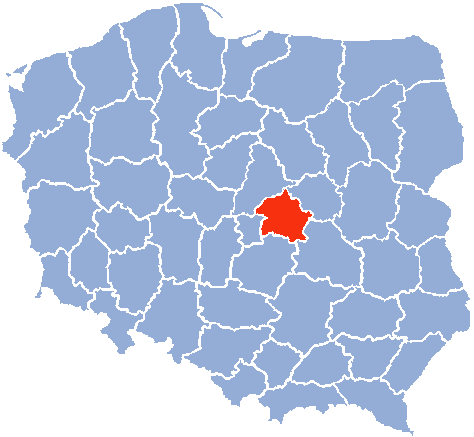
スキェルニェヴィツェ県

スキェルニェヴィツェ県（スキェルニェヴィツェけん、ポーランド語: województwo skierniewickie）は、1975年から1998年まで存在したポーランドの県（行政区画・地方行政単位）である。1999年1月1日の地方行政区画の改正にともないウッチ県とマゾフシェ県になった。県都はスキェルニェヴィツェ。

## 主要都市（人口は1995年時点）
- スキェルニェヴィツェ（47,900人）
- ジラルドゥフ（43,500人）
- ソハチェフ（39,700人）
- ウォヴィチ（31,500人）